# Longlands
Longlands – dzielnica Londynu, leżąca w gminie London Borough of Bexley. W 2011 dzielnica liczyła 10442 mieszkańców.